# Muha vas
Muha vas je naselje v Občini Kočevje brez stalnih prebivalcev.